# Макино (метеорит)
Макино (англ. Mackinac) — метеорит, найденный марсоходом Оппортьюнити (англ. Opportunity) в октябре 2009 года.
Состоит в основном из никеля и железа.
Макино стал третьим метеоритом, найденным на Марсе за три месяца. До него были найдены: Shelter Island (2 октября) и Block Island (в августе).
Назван в честь острова Макино на озере Гурон.